# Grube Reden
Die Grube Reden ist ein ehemaliges Steinkohlebergwerk im Ortsteil Landsweiler-Reden in Schiffweiler im Saarland. Sie wird den sog. Eisenbahngruben zugerechnet.

## Geschichte
Im Jahr 1846 wurde der Schacht Reden I als Betriebsteil der Grube Heinitz abgeteuft. 1850 wurde das Bergwerk eigenständig und ein zweiter Schacht angehauen. Benannt wurde die Grube nach dem preußischen Bergwerksminister Friedrich Wilhelm von Reden.
Am 20. Oktober 1864 ereignete sich auf Flöz Kallenberg eine Schlagwetterexplosion, die 35 Bergleute das Leben kostete. 1856 wurde der dritte Schacht abgeteuft und ein weiterer Förderpunkt mit der Grube Itzenplitz in Heiligenwald eröffnet. Der dritte Schacht wurde wenige Jahre später zum Hauptförderschacht. 1887 wurde der vierte Schacht abgeteuft. Am 28. Januar 1907 kam es zu einem erneuten Unglück: Bei einer Schlagwetterexplosion mit anschließender Kohlenstaubexplosion im Flöz Thiele wurden 150 Bergleute getötet. 1914 wurde der Schacht V abgeteuft.
Nach dem Ersten Weltkrieg kam das Saarland unter französische Kontrolle, die Grube wurde von der Mines Domaniales Françaises du Bassin de la Sarre verwaltet. In den folgenden Jahren wurden die Tagesanlagen ausgebaut, die jährliche Fördermenge stieg an. Aufgrund der zunehmenden Mechanisierung sanken die Mitarbeiterzahlen. Während dieser Zeit bestand hier eine Domanialschule.
Nach der Saarabstimmung 1935 kamen die Anlagen zurück in das Deutsche Reich. Ende 1935 besuchte Hermann Göring die Grube und beschloss den Ausbau zur Musteranlage. Die Tagesanlagen wurden modernisiert und ausgebaut, es entstand eine Kokerei. Bis weit nach dem Ende des Zweiten Weltkriegs galt die Grube als eine der modernsten Deutschlands. Kontrolliert wurde der Kohlebergbau an der Saar in der Nachkriegszeit von der Regie des Mines de la Sarre. Nach Anschluss des Saarlandes an die Bundesrepublik Deutschland wurde die Grube ausgebaut. Zahlreiche Anlagen in der Umgebung wurden geschlossen und dem Bergwerk Reden zugeschlagen, darunter Sulzbach, St. Ingbert und Bexbach. Mitte der 1950er-Jahre arbeiteten 8.200 Beschäftigte im Bergwerk.
Ende der 1980er-Jahre wurden die Gruben Camphausen, Reden, Göttelborn zum Verbundbergwerk Ost zusammengeschlossen. Camphausen wurde 1990 stillgelegt und als Nebenanlage weitergeführt. Reden und Göttelborn bestanden bis zum 31. Dezember 1995 separat weiter. Danach wurde das Verbundbergwerk Göttelborn-Reden gegründet und die Grube Reden als selbständige Anlage geschlossen. Die Förderung wurde komplett nach Göttelborn verlegt. Am 1. September 2000 wurde auch die Förderung des Verbundbergwerks Göttelborn-Reden eingestellt.

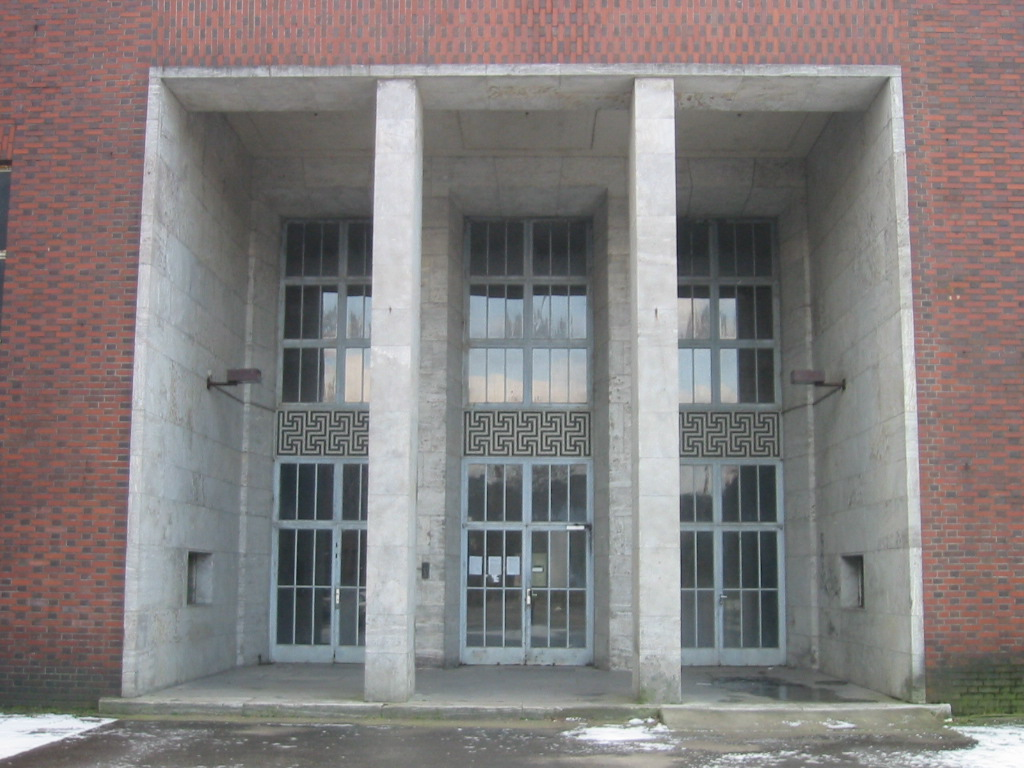
Neoklassizistisches Eingangsportal, erbaut zwischen 1936 und 1942
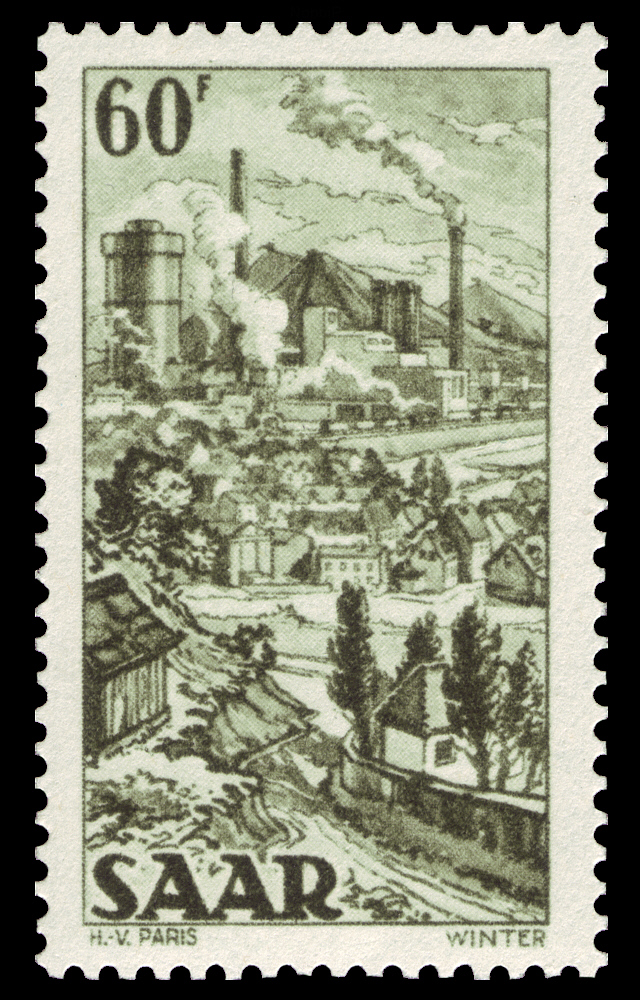
Die Grube Reden als Briefmarkenmotiv 1951
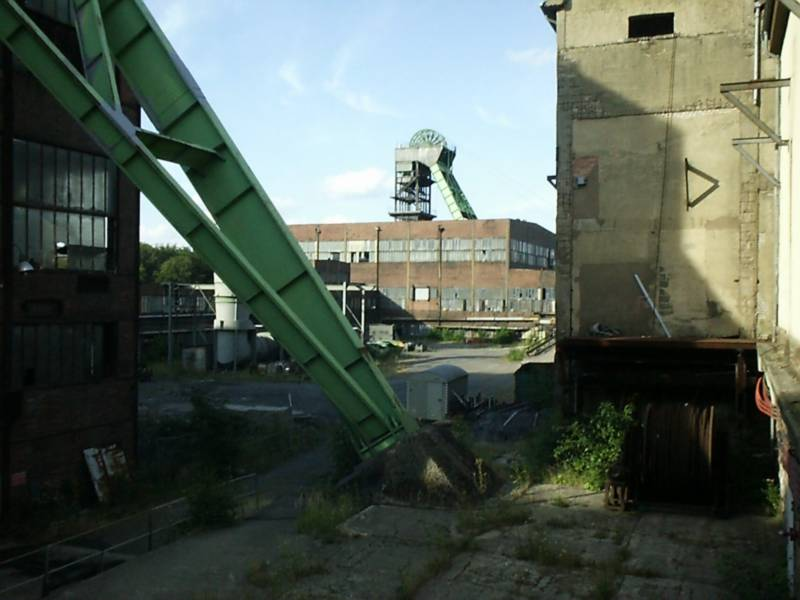
Die stillgelegten Grubengebäude 2006
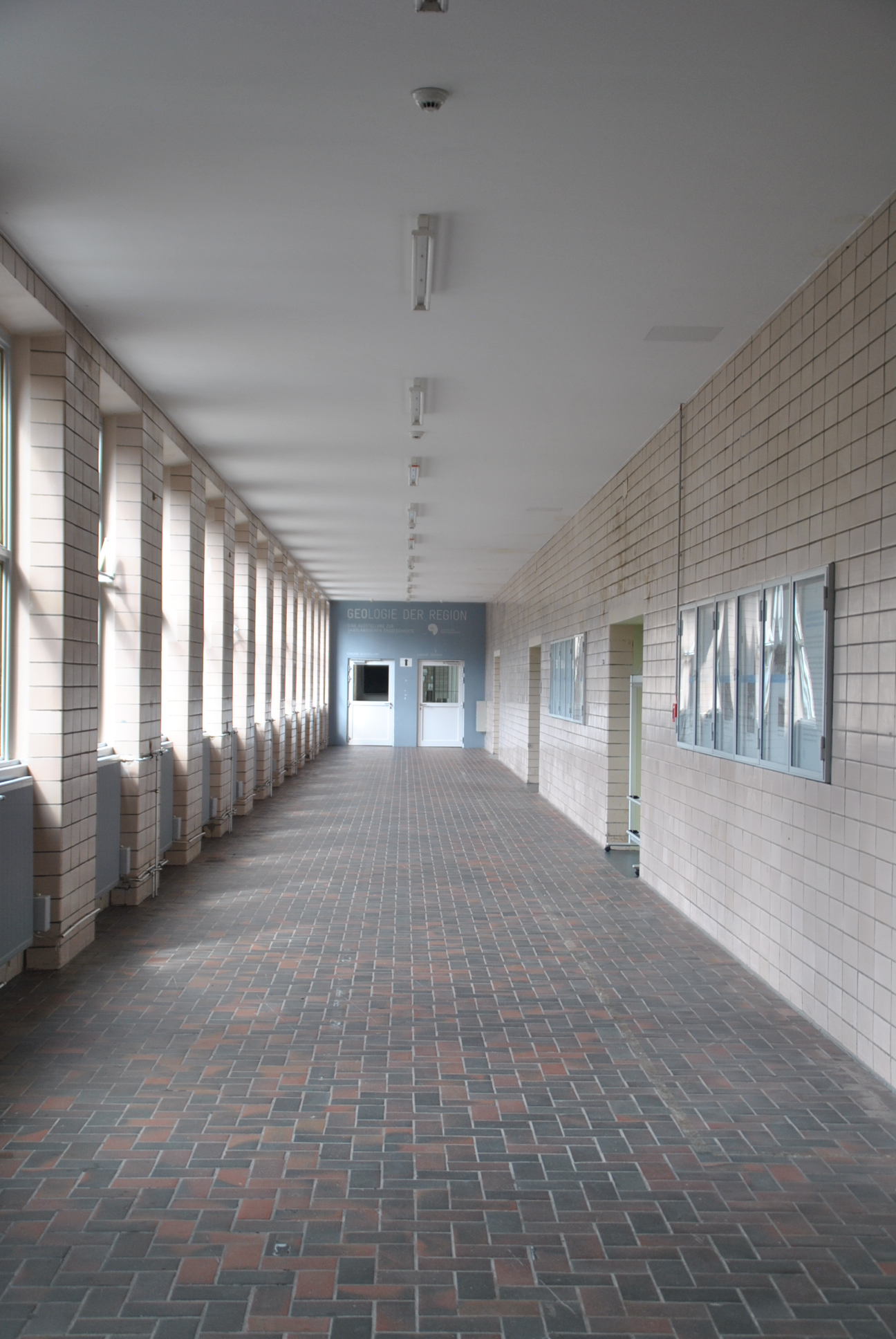
Der Mannschaftsgang im Zechenhaus der Grube Reden

## Kunst am Bau
Vor dem Eingang des Zechenhauses steht die überlebensgroße Statue „Der Saarbergmann“, die 1937 von dem Bildhauer Fritz Koelle geschaffen wurde. Sie zählt zu Koelles Hauptwerken. Im Volksmund trägt sie den Spitznamen „Redener Hannes“.

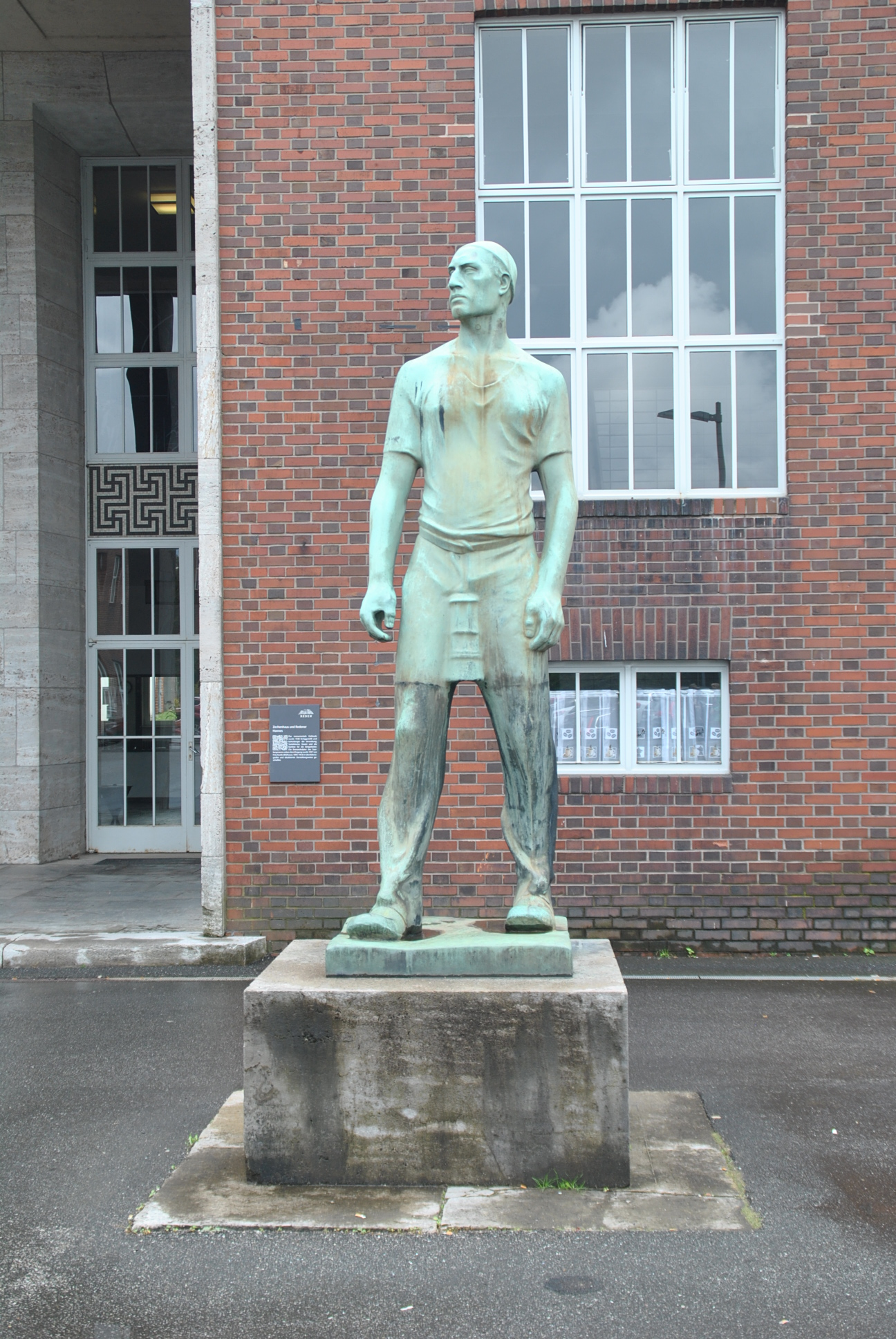
Der „Redener Hannes“ (Statue „Der Saarbergmann“ von Fritz Koelle, 1937)

## Aktuelle Nutzung

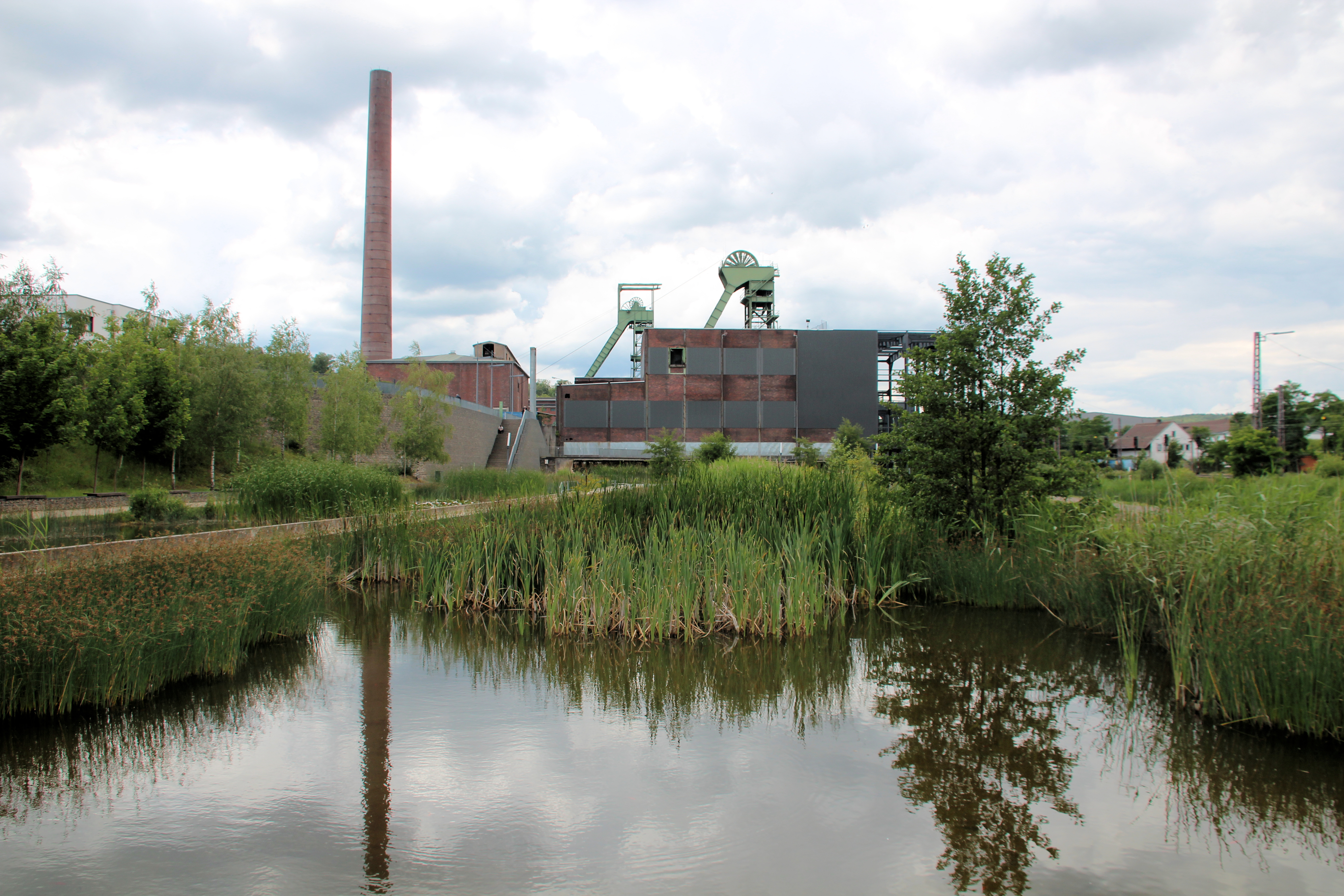
Wassergärten (Totale) im Erlebnisort Reden

Die Anlage steht heute unter Denkmalschutz und gilt als „markantes, sehr aussagefähiges Architekturzeugnis des Saar-Bergbaus“.
Als Restaufgabe des Bergbaus wird noch heute ein Teil der Wasserhaltung des Saarreviers in Reden betrieben. Hierzu werden noch zwei Schächte mit je 886 Meter Teufe betriebsbereit gehalten. Es sind (Stand: 2008) noch rund 50 Personen am Standort Reden beschäftigt. Das im Rahmen der Wasserhaltung aus einer Tiefe von 886 Metern geförderte warme Grubenwasser wird mittels Wärmetauscher zum Beheizen verschiedener Gebäude auf dem Areal genutzt. Zudem betreibt die STEAG hier eine Grubengasanlage zur Stromerzeugung. Der Schacht Reden IV ist der letzte betriebsbereite Schacht an der Saar. Der Schacht Reden V ist seit Mai 2021 zur Brunnenwasserhaltung umgebaut (3 Hüllrohre mit jeweils 1400 mm Durchmesser, oberen 200 Meter des Schachtes sind mit Beton verfüllt) und ist nur noch mit einer Notfahreinrichtung durch ein Hüllrohr befahrbar. 
Der Nordschacht bei Lebach-Falscheid (Bergwerk Saar) wurde Mitte 2020 verfüllt und der Schacht Duhamel bei Ensdorf (Bergwerk Saar) zur Brunnenwasserhaltung umgebaut. Die RAG plant, die Wasserhaltung in Reden im Zuge der Grubenflutung im Saarland aufzugeben. Gegen diese regt sich Widerstand von Naturschutzverbänden, Kommunen und Einzelpersonen.
Auf dem Gelände befindet sich heute der Freizeitpark Gondwana – Das Praehistorium. In den Gebäuden des Bergwerks wurde ein Café eröffnet und das Zentrum für Biodokumentation des Landesamtes für Umwelt und Arbeitssicherheit angesiedelt. Seit Anfang 2008 befinden sich hier auch das Landesdenkmalamt, das Bergamt Saarbrücken und das Oberbergamt des Saarlandes, sowie die Tourismus- und Kulturzentrale des Landkreises Neunkirchen, und des Zweckverbandes Erlebnisort Reden. Das Unternehmen Prowin hat unter dem Namen Prowin-Akademie seine zentrale Schulungseinrichtung auf dem Grubenareal errichtet. Die ehemaligen Gleisanlagen sowie weitere Teile des Grubenareals wurden mit einer Parkanlage, dem "Wassergarten", überbaut. Dieser nimmt das Regenwasser des ehemaligen Grubengeländes auf, dient zur Abkühlung des Grubenwassers vor Einleitung in den Klinkenbach und dichtet die kontaminierte Bodenfläche des ehemaligen Grubenbahnhofs nach oben hin ab.
Auf dem Gelände der Grube fand alle zwei Jahre der Fantasie- und Rollenspiel-Konvent (FaRK) statt.
Die Halde des Bergwerks wurde zu einem Erlebnis-Landschaftspark umgebaut. Dort gibt es verschiedene Wander- und Skaterwege sowie auf dem Gipfelplateau mit der „BergmannsAlm“ einen gastronomischen Betrieb. Zudem finden auf dem Plateau verschiedene Veranstaltungen wie die jährliche SommerAlm des regionalen Radiosenders SR3 sowie Open-Air-Konzerte statt.